# Queen's University Belfast
Queen's University Belfast je veřejná výzkumná univerzita v severoirském městě Belfast, ve Spojeném království. Má kořeny v Belfastské akademické instituci, která byla založena v roce 1810. Roku 1845 získala královninu chartu (s cílem umožnit vyšší vzdělání katolíků a presbyteriánů, neboť starší Trinity College v Dublinu byla tehdy téměř výhradně anglikánskou institucí). Tehdy byla součástí zastřešující Queen's University of Ireland, která byla rozpuštěna roku 1879. Roku 1908 získala Queen's University Belfast status univerzity. Je členem Russel Group a Asociace evropských univerzit. Univerzita byla jednou z pouhých osmi univerzit ve Spojeném království, které měly parlamentní křeslo v Dolní sněmovně, než bylo toto zastoupení v roce 1950 zrušeno. Univerzita byla také zastoupena v parlamentu Severního Irska v letech 1920 až 1968. V roce 2023 na univerzitě studovalo asi 25 tisíc studentů.